# Monumentul ing. Gheorghe Duca
Monumentul ing. Gheorghe Duca, amplasat în fața Gării de Nord din București, evocă personalitatea inginerului Gheorghe Duca (1847-1899) care a lucrat la construirea căii ferate Ploiești-Predeal, a portului Constanța și a deținut după 1888 funcțiile de director general al C.F.R. și de director al Școlii naționale de poduri și șosele. Totodată Gheorghe Duca a fost un reformator al învățământului politehnic (1881) și membru fondator al Societății Politehnice. A fost tatăl lui Ion Gheorghe Duca, om politic și prim-ministru al României.  
Realizat în 1904 de sculptorii Dimitrie Paciurea, Filip Marin și de arhitectul Ștefan Burcuș, monumentul este format dintr-un bust al inginerului Duca și un grup statuar, aflat la baza soclului, ce reprezintă o femeie cu o carte în mână și o fata care scrie inscripția de pe soclu. Pe părțile laterale ale soclului statuii se află câte o sfera de piatră cu emblema C.F.R.-ului. Tot pe părțile laterale ale soclului sunt încastrate basoreliefuri din bronz care reprezintă scene din activitatea pedagogică a lui Gheorghe Duca.
Sub bustul turnat în bronz și așezat pe un soclu de piatră, în partea superioară a soclului, este dăltuită următoarea inscripție:
| LUI GEORGE I. DUCA PERSONALUL CĂILOR FERATE ROMÂNE 1904 |

Pe soclul principal, deasupra unuia dintre basoreliefuri, se află o altă inscripție, cu următorul text:
| MONUMENT RIDICAT PRIN SUBSCRIPȚIA PERSONALULUI C.F.R. LUI G. I. DUCA FOST DIRECTOR GENERAL 1847 - 1899 |

Lucrarea este înscrisă în Lista monumentelor istorice 2010 - Municipiul București - la nr. crt. 2303, cod LMI B-III-m-B-19987.
Monumentul este amplasat în Piața Gării de Nord, sector 1.

Dimitrie Paciurea - Alegoria Monumentului ing. Gheorghe Duca
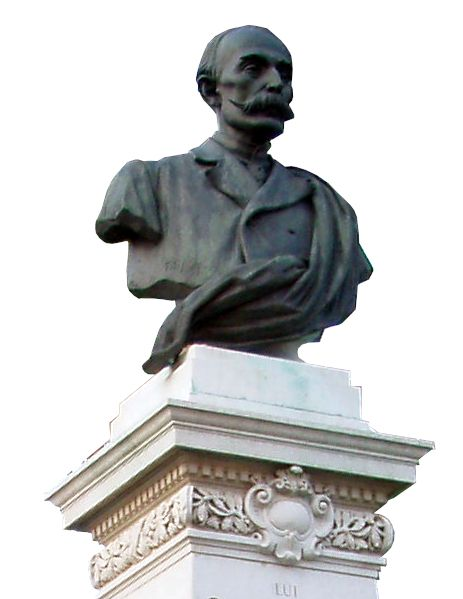
Gheorghe Duca... de Filip Marin
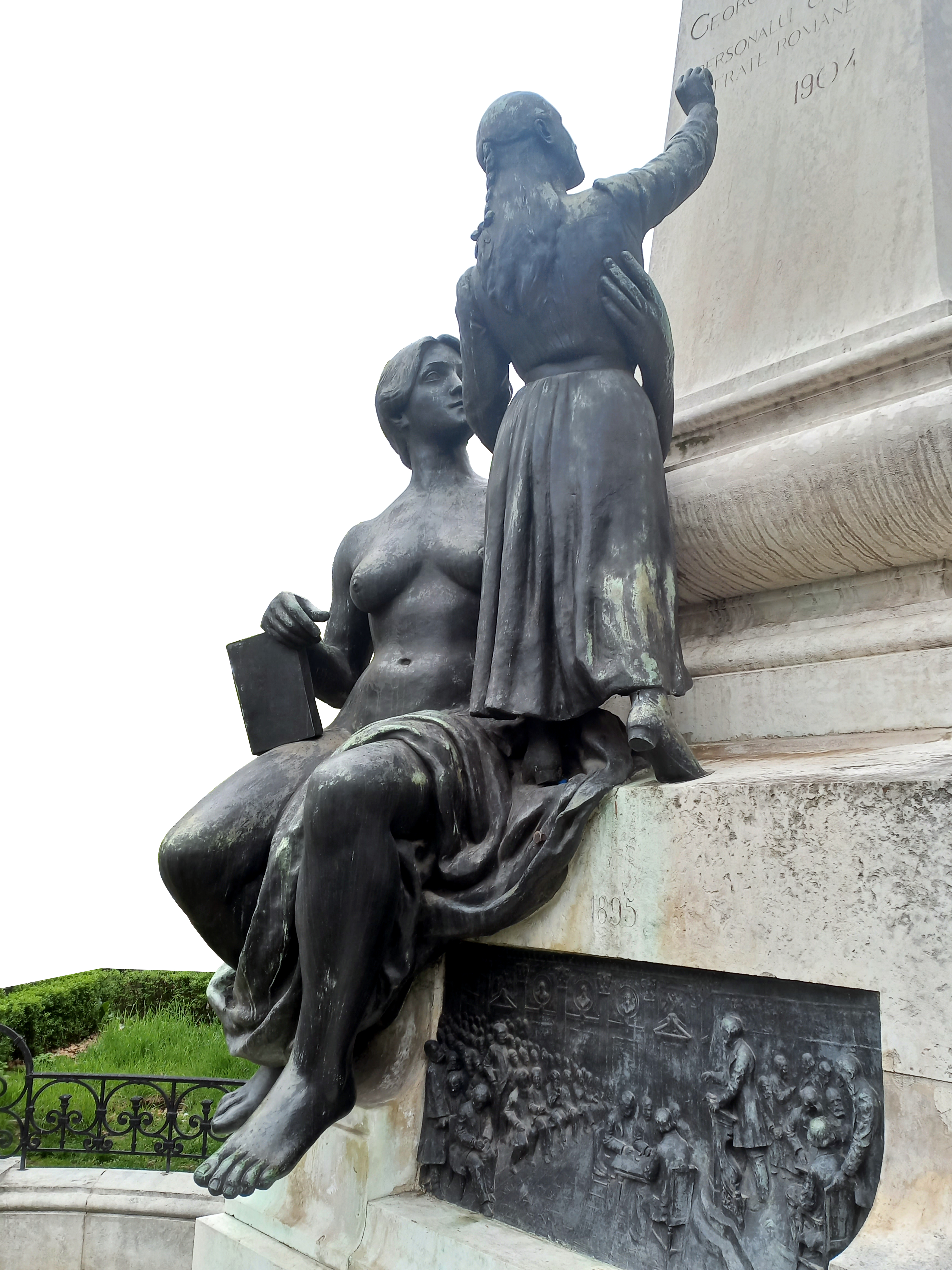
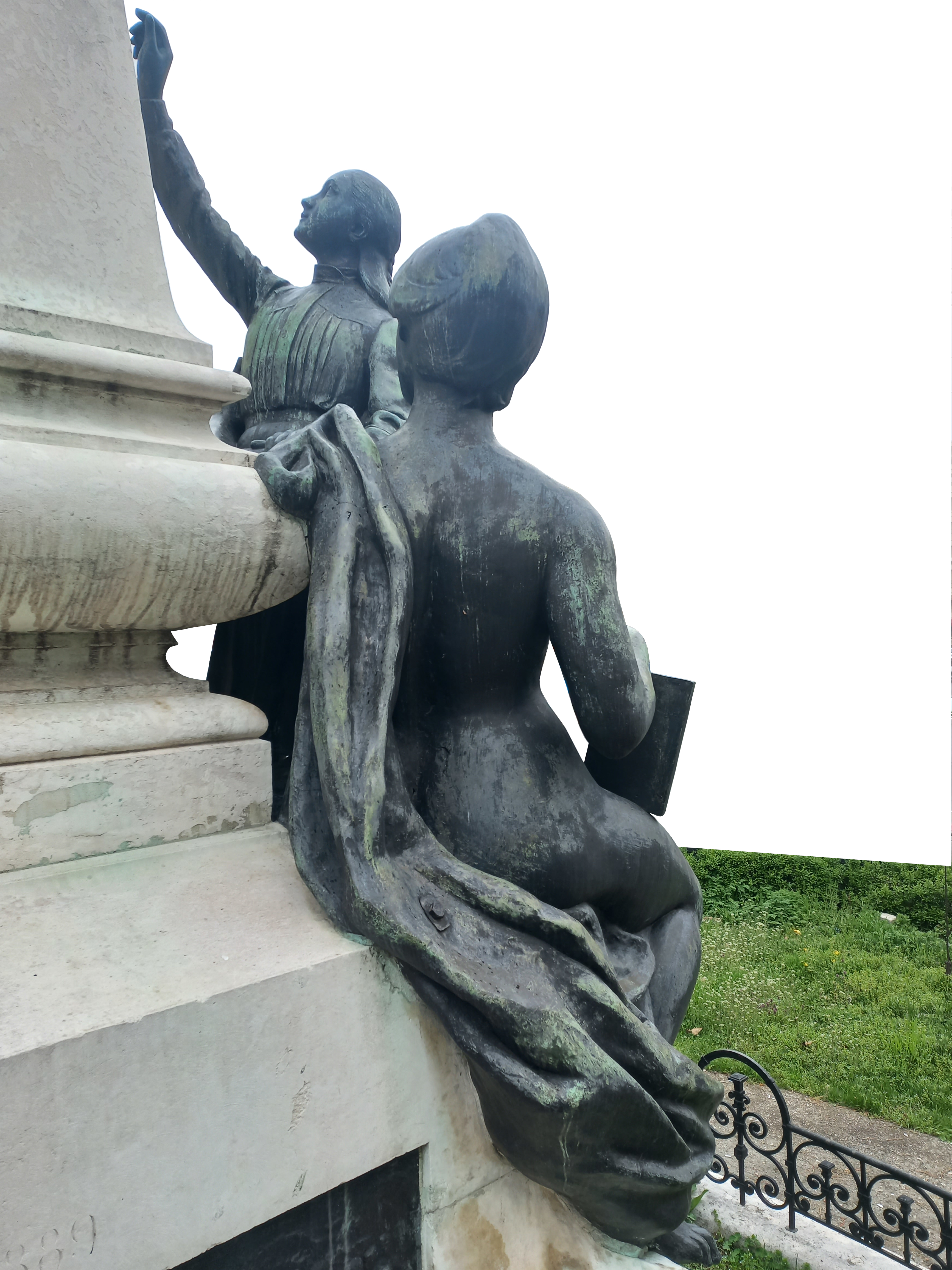
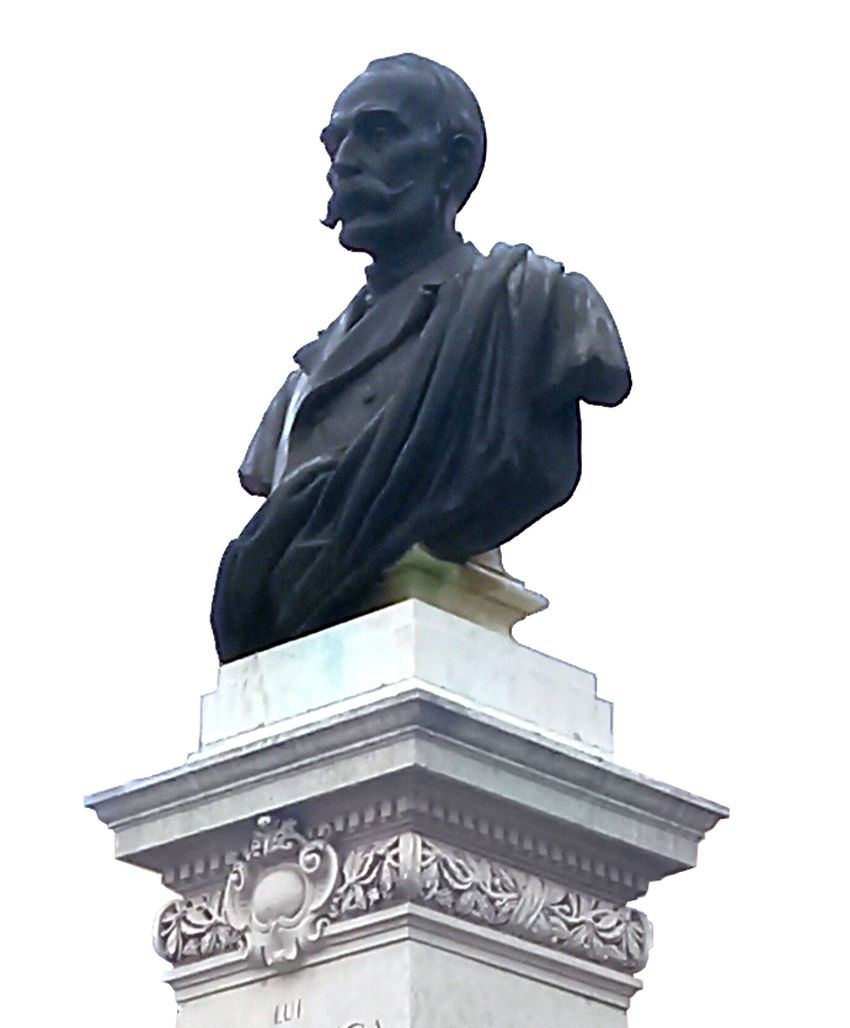
Gheorghe Duca... de Filip Marin

Basoreliefurile Monumentului ing. Gheorghe Duca realizate de Carol Krausz
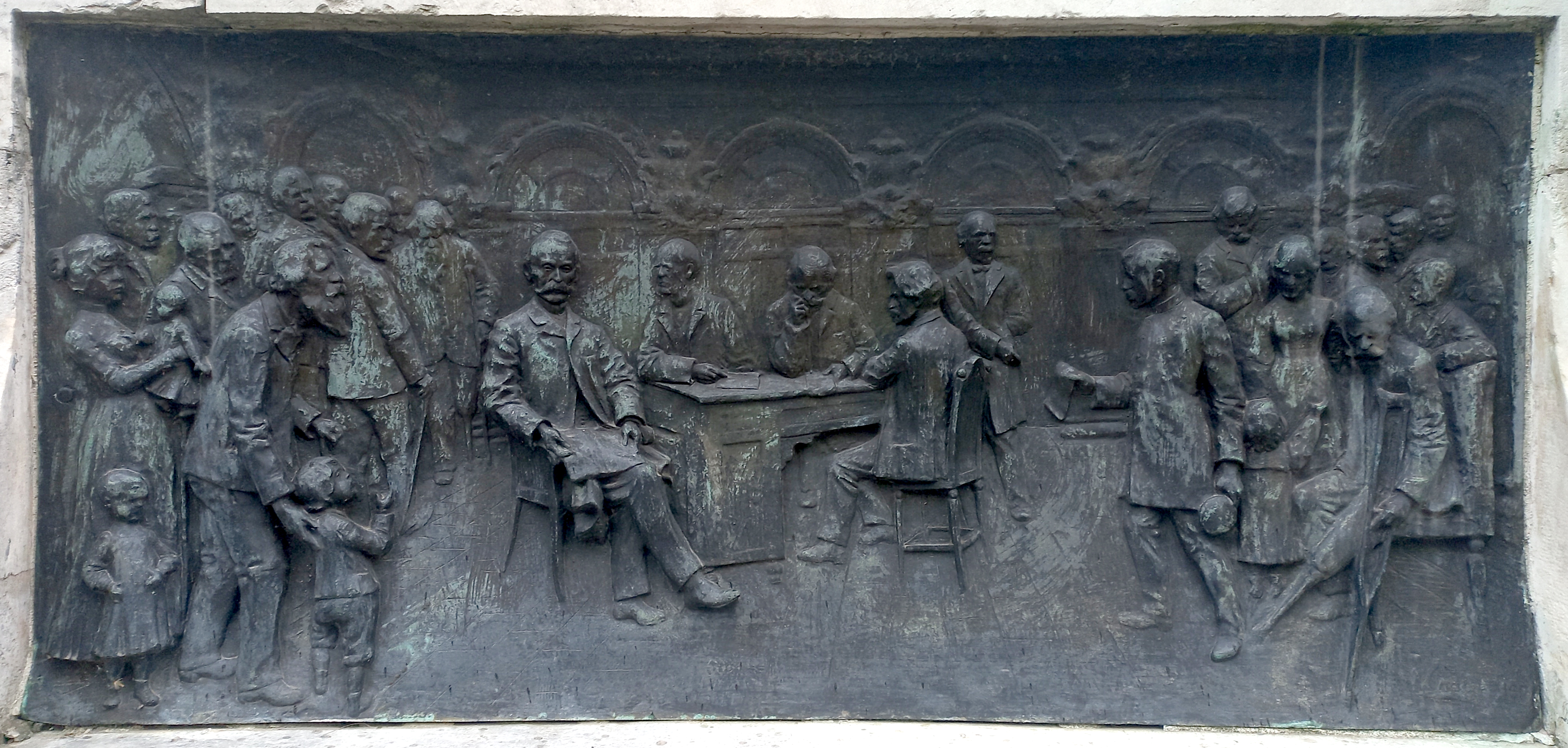
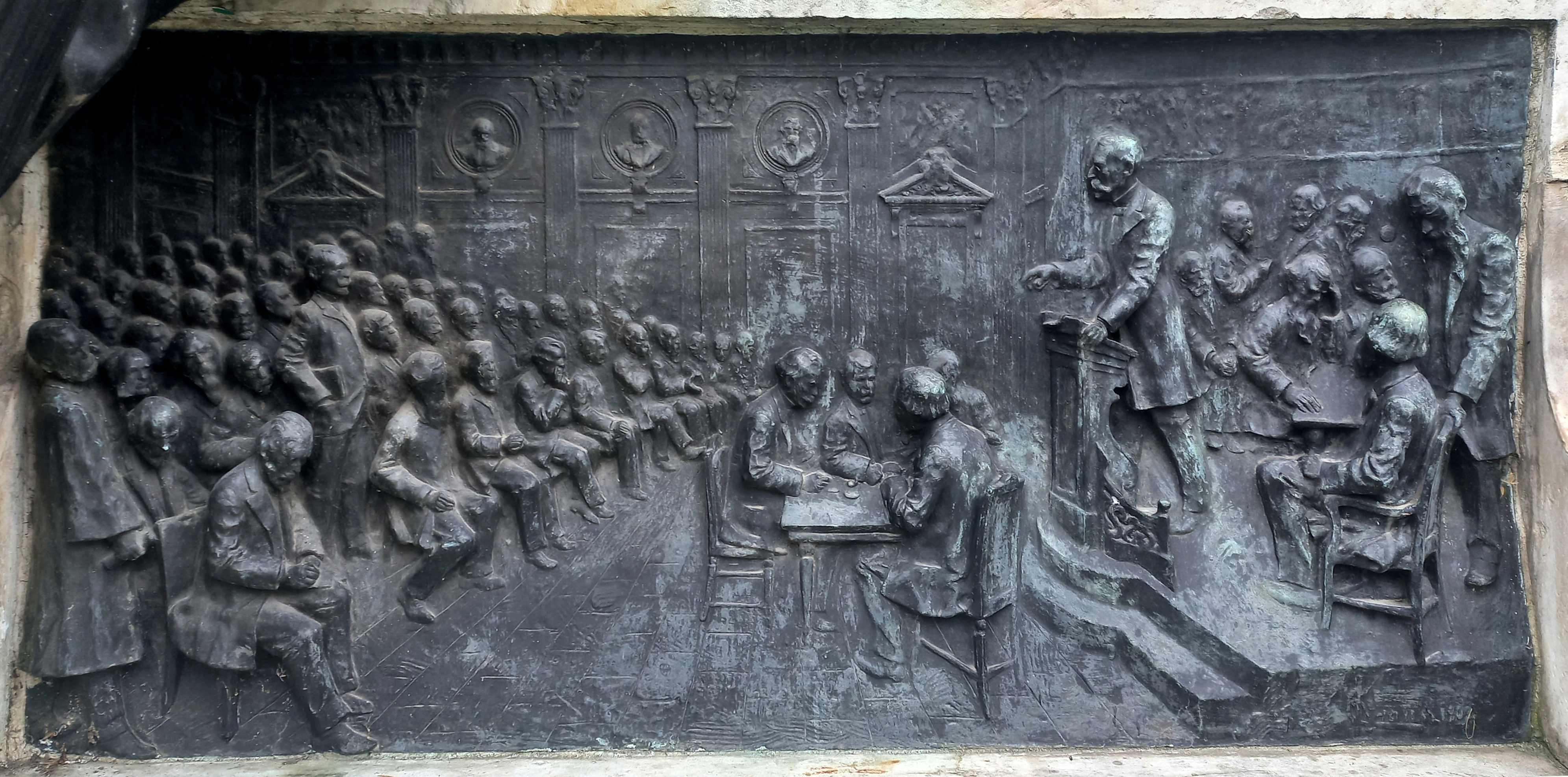
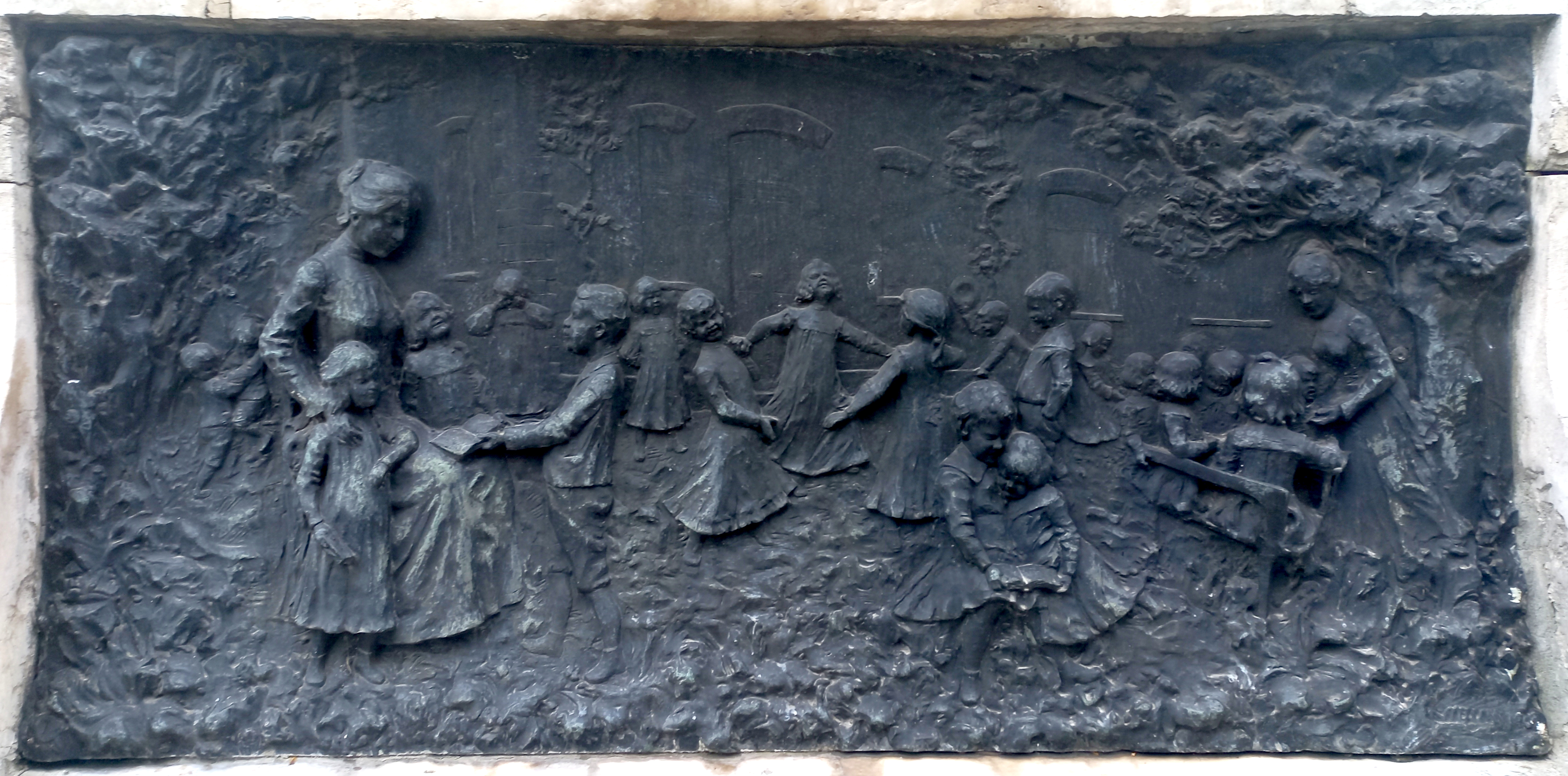